# Дубинин, Алексей Витальевич
Алексей Витальевич Дубинин (1903—1953) — советский специалист в области ТВ-техники, зам. директора по научной части НИИ телемеханики (1933—1935), главный инженер ВНИИТ (1937—1938, 1950—1953).

## Биография
Окончил ЛПИ (1930).
Начиная с 4 курса работал в Физико-техническом институте под руководством академика А. А. Чернышева.
В 1931 г. в ЛЭФИ возглавил отдел передачи изображений. В 1933 г. на базе его отдела был создан НИИ телемеханики, в нём работал заместителем директора по научной части.
Участник и руководитель разработки первого в СССР экспериментального вещательного комплекса электронного ТВ на 180 строк.
В 1935 г. НИИТ преобразован во ВНИИТ, там руководил научно-техническим отделом.
В 1937 г. назначен главным инженером. Руководил разработкой и вводом в эксплуатацию первого советского электронного телецентра в Ленинграде (ОЛТЦ) на 240 строк (1938).
С 1939 г. в командировке в США, во время Великой Отечественной войны привлечён к работе в Закупочной комиссии.
Вернулся во ВНИИТ в 1948 г., назначен зам. главного инженера. С 1950 г. снова главный инженер.
Руководил разработкой и внедрением в МТЦ первого комплекса советского оборудования в стандарте 625 строк, затем в этом стандарте аппаратуры для Ленинградского и Киевского телецентров (1949—1950). Под его руководством в 1953 г. составляется план развития ТВ-техники на очередную пятилетку (1953—1957).
Кандидат технических наук (1938), доцент.
В ноябре 1953 года после перенесенного инфаркта был направлен на реабилитацию в санаторий «Северная Ривьера» под Зеленогорском. При возвращении домой после лечения 15 декабря того же года погиб в автомобильной катастрофе.

## Семья
Жена — Надежда Михайловна Дубинина (Романова) (1910—1997), ведущий разработчик передающих телевизионных трубок.